# Чаган-Чквіші
Чаган-Чквіші (груз. ჭაგან-ჭყვიში) — село в Грузії.
За даними перепису населення 2014 року в селі проживає 418 осіб.